# ジャン・ジュヴネ
ジャン＝バティスト・ジュヴネ（Jean-Baptiste Jouvenet、1644年4月 - 1717年4月5日）はフランスの画家である。

## 略歴
ルーアンの画家の一族の出身である。一族の同名の画家と区別するために、Jean Jouvenet Le Grand とかJean III Jouvenetと呼ばれることもある。画家の父親、ローラン・ジュヴネ(Laurent Jouvenet: 1609-1681)から絵を学んだ後、1661年にパリに出て、シャルル・ルブランの工房に加わった。ルブランに技量を認められ、王室の宮殿に装飾画を描く仕事に従事した。ジュヴネの参加した仕事にはサン＝ジェルマン＝アン＝レー城やテュイルリー宮殿のギャラリー、ヴェルサイユ宮殿の教会堂などの装飾画がある。
1675年に王立絵画彫刻アカデミーの会員に選ばれ、1705年に校長を務め、1707年に終身学長(recteur perpétuel) に選ばれた。国王に重用され、多くの注文と報酬を与えられた。
18世紀初頭、ルブランの後任としてオテル・デ・ザンヴァリッドの装飾画を指揮したシャルル・ド・ラ・フォッスのもとでボン・ブーローニュ、ルイ・ブーローニュと装飾画を描いた。
ジュヴネの弟子にはイアサント・コラン・ド・ヴェルモンやジャン＝マルク・ナティエ、ジャン・レストゥーらがいる。

## 作品

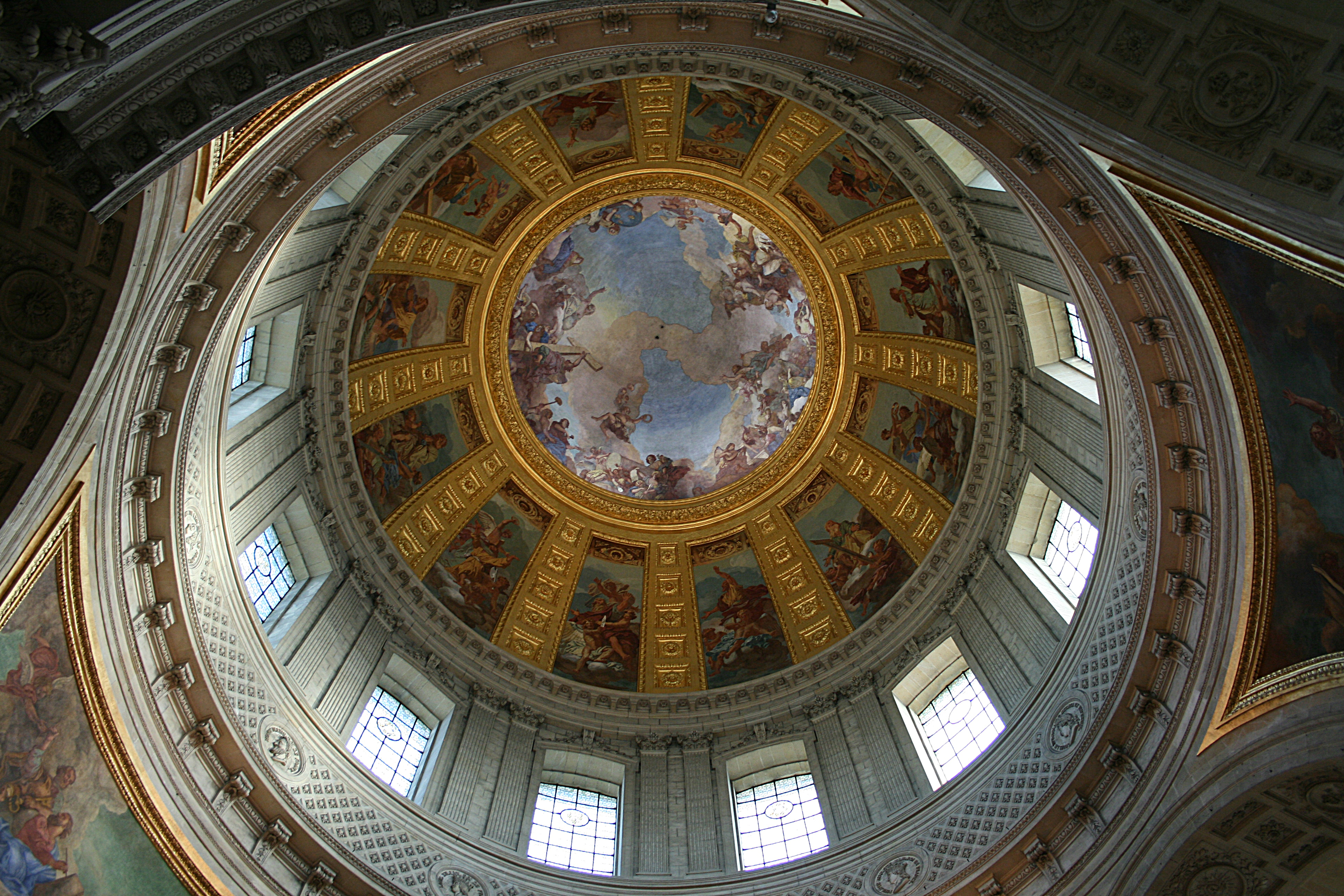
アンヴァリッドのサン＝ルイ教会の天井ドーム
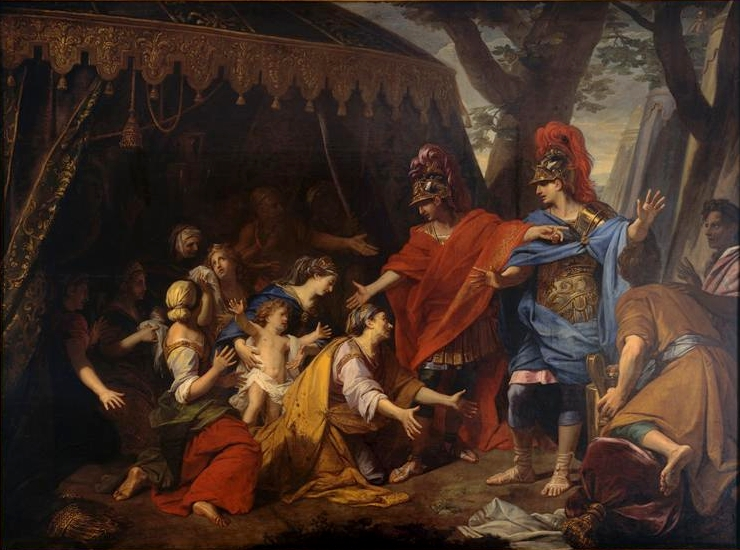
アレクサンダー大王とダレイオスの家族
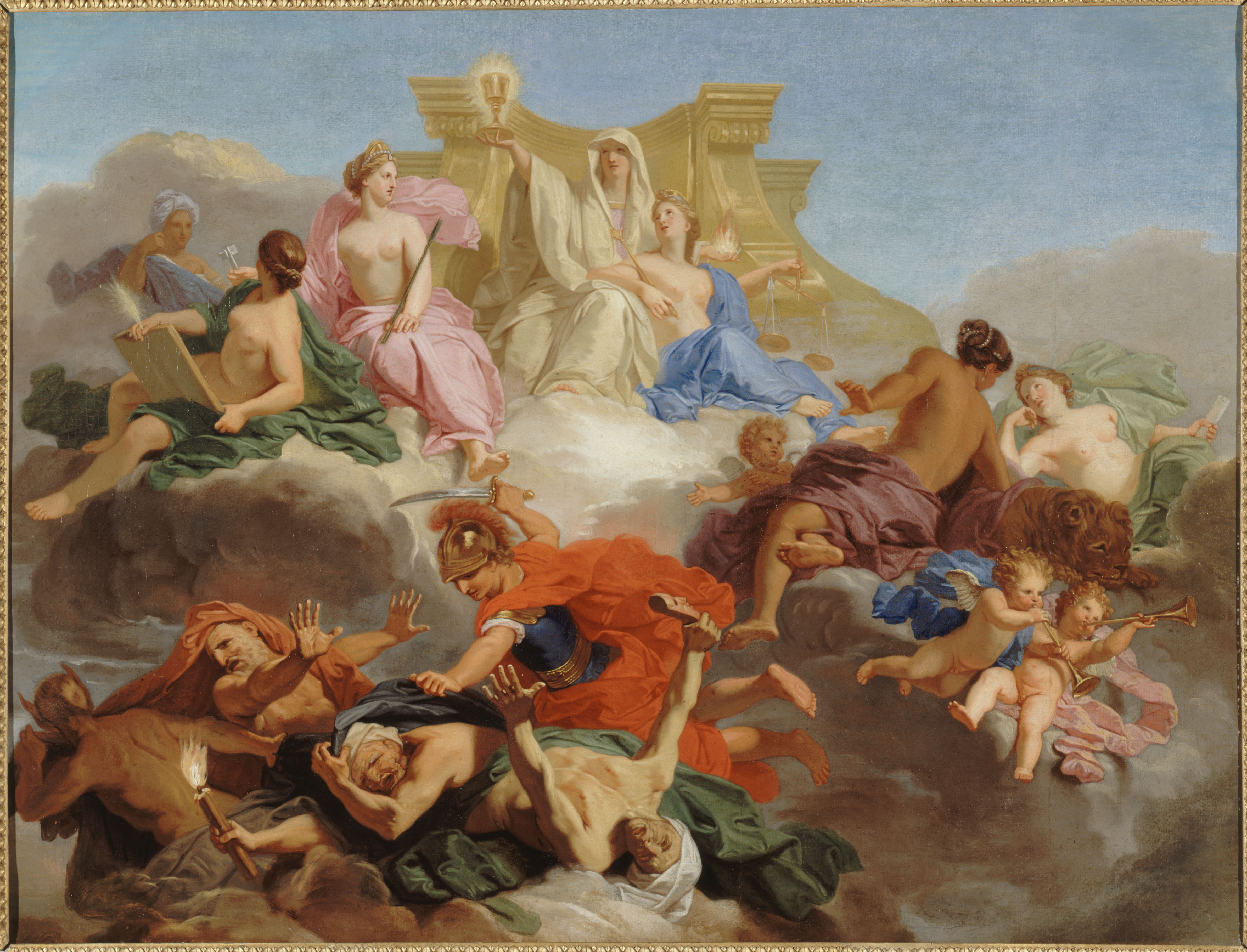
正義の勝利

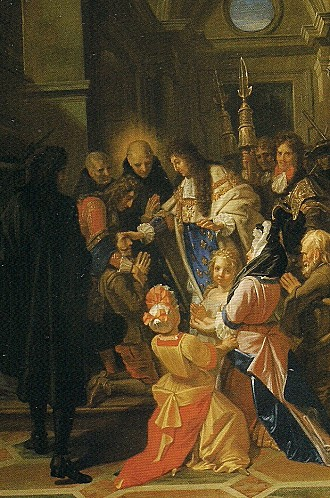
病人にロイヤルタッチするルイ14世 (1690)
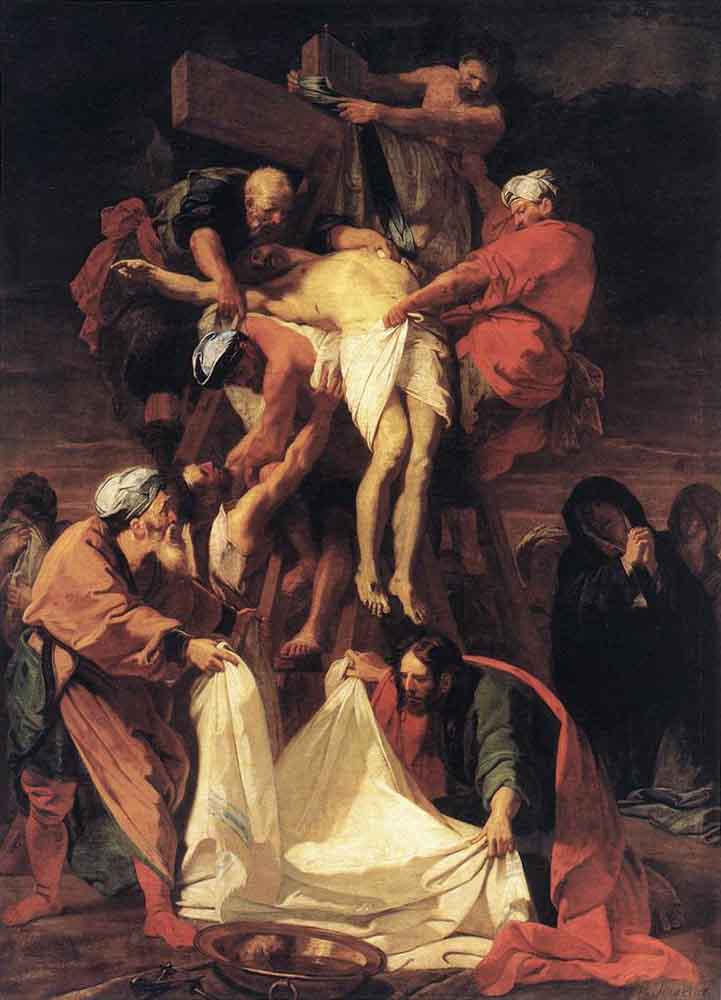
キリスト降架 (1697)
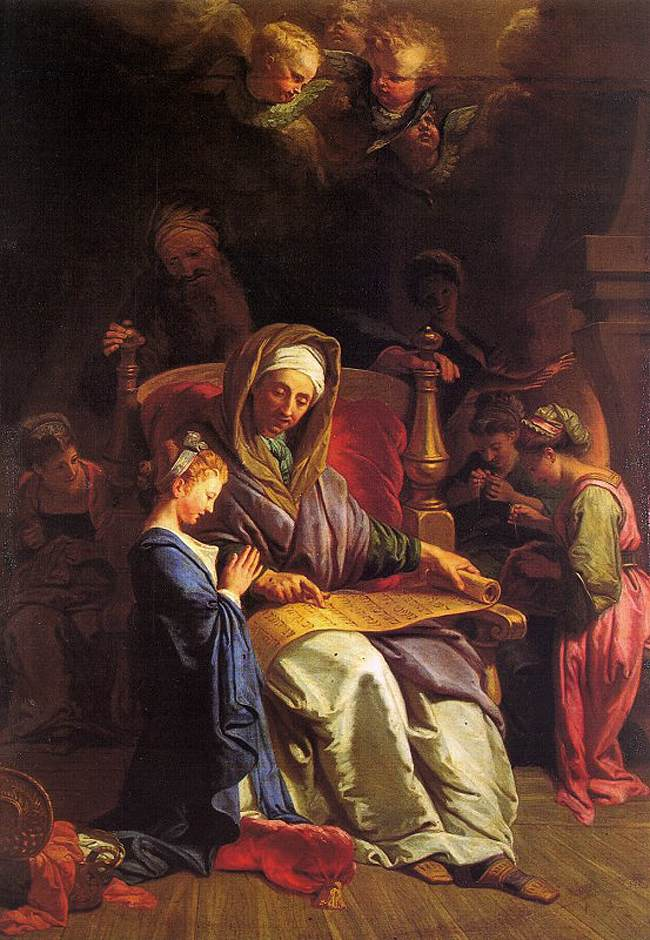
The Education of the Virgin
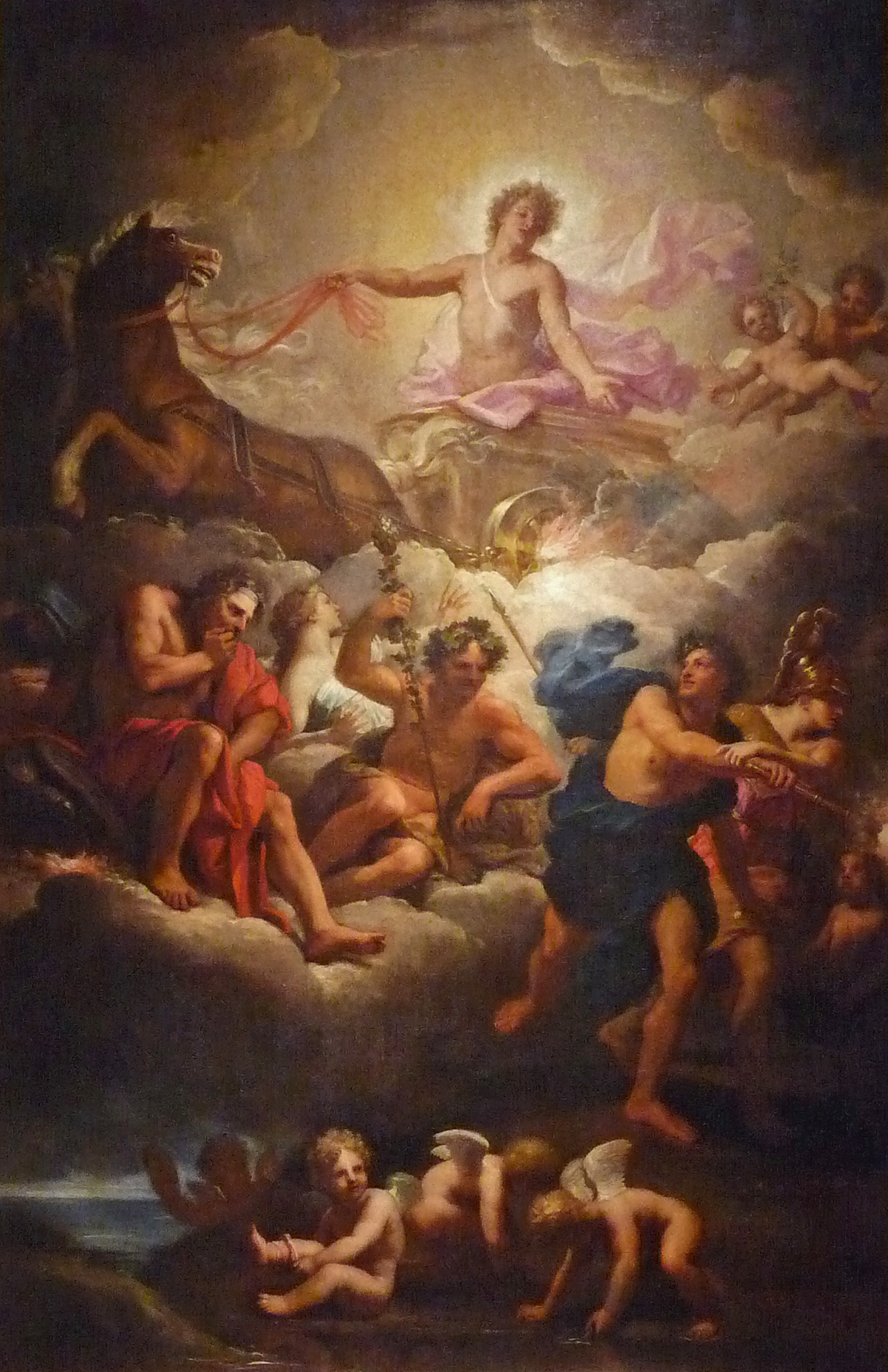
アポロンと日輪の戦車